# Seznam osebnosti iz Občine Kranjska Gora
Seznam osebnosti iz Občine Kranjska Gora vsebuje osebnosti, ki so se tu rodile, delovale, umrle ali so z njo povezane.
Občina Kranjska Gora obsega 10 naselij: Belca, Dovje, Gozd Martuljek, Kranjska Gora, Log, Mojstrana, Podkoren, Rateče, Srednji Vrh in Zgornja Radovna. 

## Religija
- Pavla Bajec, redovnica, oblikovalka in šolska sestra, izdelala božji grob za Kranjsko Goro (1921, Skrilje – 2017, Brezje)
- Valentin Bernik, duhovnik, bil je kaplan v Kranjski Gori, izdal je knjigo o posebnostih govora v Kranjski Gori (1861, Kranj – 1927, Komenda)
- Lovrenc Lavtižar, duhovnik in misijonar (1820, Srednji Vrh – 1858, Red Lake Country, Minnesota, Združene države Amerike)
- Pavel Perko, duhovnik in pisatelj, kot kaplan deluje v Kranjski Gori 1905 in 1906 (1877, Poljane nad Škofjo Loko – 1970, Muljava)
- Anton Pintar, duhovnik in nabožni pisatelj, 1850 je v Kranji Gori služboval kot kaplan (1817, Železniki – 1881, Zali Log)
- Franc Pirc, duhovnik, misijonar in sadjar, vikar v Kranjski Gori (1785, Godič – 1880, Ljubljana)
- Ivan Smolej, duhovnik in prosvetni delavec (1873, Kranjska Gora – 1936, Dodge City, Kansas, Združene države Amerike)
- Ludvik Škufca, duhovnik in nabožni pisatelj, duhovnik v Kranjski Gori do 1911 (1851, Ljubljana – 1914, Kamnik)
- Josip Volc, nabožni pisec, pedagoški pisec, urednik, duhovnik in kanonik (1869, Podkoren – 1958, Ljubljana)
- Jurij Volc, duhovnik, kanonik, prevajalec in nabožni pisec (1805, Podkoren – 1885, Ljubljana)
- Simon Watschaunig, duhovnik in nabožni pisec, 1718 in 1719 je bil kaplan v Kranjski Gori (1691, ? – 1765, Sveti Jošt nad Kranjem)
- Anton Žlogar, duhovnik, publicist, kanonik, od 1894 do 1902 je bil župnik v Kranjski Gori (1850, Bušinja vas – 1931, Novo mesto)
- Marko Benedik, duhovnik (1940, Stražišče pri Kranju - 2010, Kranjska Gora)
- Jernej Brence, duhovnik in narodni buditelj (1820, Dovje - 1882, Dutovlje)
- Franci Petrič, teolog, dolgo je bil urednik katoliškega tednika Družina (1960, Kranjska Gora - )
- Simon Robič, duhovnik in prirodoslovec (1824, Kranjska Gora - 1897, Šenturška Gora)
- Jakob Aljaž, duhovnik in skladatelj (1845, Zavrh pod Šmarno goro - 1927, Dovje)

## Šolstvo
- Elvira Dolinar, učiteljica, v otroštvu je živela v Kranjski Gori (1870, Krško – 1961, Bled)
- Franjo Klavora, šolnik in prosvetni delavec, 1919 poučuje v Kranjski Gori (1899, Bovec – 1990, Šempeter pri Gorici)
- Anton Maier, šolnik, od 1878 do 1881 služboval v Kranjski Gori (1859, Vrhnika – 1943, Ljubljana)
- Janko Skerbinc, učitelj, skladatelj, društveni delavec in orglavec, med 1860 in 1862 je služboval v Kranjski Gori (1841, Stranje – 1928, Višnja Gora)
- Franica Vrhunc, tiflopedagoginja in redovnica (1881, Kranjska Gora – 1964, Ljubljana)
- Alojz Krumberger, šolnik in gledališčnik, po 2. svetovni vojni je bil učitelj v Kranjski Gori in v Gozdu Martuljek (1920, Bistrica - ?)
- Franc Lavtižar, šolnik (1874, Mojstrana - 1930, Mojstrana)
- Anton Razinger, šolnik in pevec (1851, Rateče - 1918, Ljubljana)
- Janez Saje, šolnik, služboval v Podkorenu, Ratečah (1835, Hruševec - 1917, Šentjernej)
- Jože Hlebanja, profesor in strojnik (1926, Srednji Vrh nad Kranjsko Goro - )
- Miroslava Smolej profesorica in kulturna delavka, poučevala angleščino in slovenščino na OŠ Josipa Vandota v Kranjski Gori (1939, Ljubljana - )

## Znanost

### Jezikoslovje
- Ana Kresnik Žvab, jezikoslovka, pisateljica, blogerka, sociologinja in plesalka, osnovno šolo je obiskovala v Kranjski Gori (1989, Jesenice - )
- Stanko Klinar, jezikoslovec in publicist, deloval v Kranjski Gori (1933, Hrušica - 2023)
- Fanny Susan Copeland, irsko-škotska jezikoslovka, prevajalka, lektorica na Univerzi v Ljubljani, novinarka in alpinistka, pokopana na Dovjem (1872, Parsonstown, Irska - 1970, Ljubljana)

### Zgodovina
- Janez Mlinar, zgodovinar in univerzitetni profesor, deloval v Kranjski Gori (1971, Ljubljana - )
- Simon Vilfan, vitez, zgodovinopisec, duhovnik, kanonik in nabožni pisec, prve zgodovinske prispevke je objavljal v času svojega delovanja v Kranjski Gori (1802, Škofja Loka – 1881, Novo mesto)
- Josip Lavtižar, zgodovinar, potopisec, glasbenik in duhovnik (1851, Kranjska Gora – 1943, Rateče)
- Milko Kos, zgodovinar, med drugim se je ukvarjal z zgodovino Kranjske Gore (1892, Gorica, Italija – 1972, Ljubljana)
- Rozina Švent, zgodovinarka in bibliotekarka, živi v Gozdu Martuljek (1951, Ptuj - )

## Kultura in umetnost

### Gledališče
- Julija Starič, gledališka in filmska igralka (1930, Mojstrana - 1959, Ljubljana)
- Marica Globočnik, igralka (1918, Kranjska Gora - 2016, Kranjska Gora)

### Glasba
- Danica Butinar, citrarka in kulturna delavka (1943, Rateče - )
- Tine Mihelič, violinist in alpinist (1941, Maribor - 2004, Mojstrana)

### Slikarstvo
- Matija Bradaška, slikar, rezbar in fotograf, njegove poslikave so del cerkva v Kranjski Gori (1852, Lučine – 1915, Kranj)
- Antona Bradaška, slikar, avtor slike Rožnovenska mati Božja v cerkvi v Kranjski Gori (1875 – 1924)
- Leopold Layer, slikar, avtor cerkvenih poslikav v Kranjski Gori (1752, Kranj – 1828, Kranj)
- Srečko Magolič, slikar in tiskar, v Kranjski Gori je iskal navdih za svoja dela (1860, Ljubljana – 1943, Ljubljana)
- Vinko Novak, slikar in risar, zelo rad je risal Kranjsko Goro (1842, Fužine – 1923, Ljubljana)
- Jože Trpin, slikar in grafik, 1974 narisal delo Gorska krajina, ki prikazuje Kranjsko Goro (1910, Ljubljana – 1990, Ljubljana)
- Bruno Vavpotič, slikar in scenograf, slikar je Kranjsko Goro (1904, Praga, Češka – 1995, Ljubljana)
- Janez Vurnik st., podobar, avtor podob v cerkvi v Ratečah (1819, Stara Oselica – 1889, Radovljica)

## Gospodarstvo

### Gozdrastvo
- Tone Vidmar, gozdar in nahordni heroj, kot gozdar je leta 1936 služil v Podkorenu (1917, Verd - 1999, Celje)
- Cvetko Božič, gozdar, 1925 do 1930 je bil vodja gozdne uprave Kranjska Gora (1886, Idrija – 1973, Ljubljana)
- Lojze Budkovič, gozdar in alpinist, ob pomoči domačinov je raziskoval ostanke strelskih jarkov v Mojstrani (1953, Jesenice - )
- Karel Seitner, gozdarski strokovnjak, ukvarjal se je z gozdnimi pravicami v Kranjski Gori (1826, Rešov, Češka – 1887, Salzburg, Avstrija)

### Čebelarstvo
- Mihael Ambrožič, čebelar (1846, Mojstrana - 1904, Mojstrana)
- Primož Žontar, čebelar in rezbar, nekaj časa je delal v cementarni v Mojstrani (1858, Sv. Duh, Škofja Loka - 1934, Kranj)
- Janez Brence, čebelar, duhovnik, šolnik in filozof (1818, Dovje - 1870, Unec)

## Politika
- Janez Nepomuk Piber, duhovnik in politik, od 1908 je bil član kranjskega deželnega zbora kot predstavnik kranjskogorskega okraja (1866, Bled – 1934, Ljubljana)
- Lovro Pintar, politik, sadjar, nabožni pisatelj in duhovnik, 1867 je bil izvoljen za kranjski deželni zbor kot predstavnik Kranjske Gore (1814, Sv. Tomaž – 1875, Tupaliče
- Luka Robič, politik (1813, Gozd Martuljek – 1891, Ljubljana)
- Stane Dolanc politik, pokopan v Kranjski Gori (1925, Hrastnik – 1999, Ljubljana)
- Ivan Brence (Pehtut), politični obsojenec in trgovec (1855, Dovje - 1915, Ljubljana)

? Janez Korošec, politik (1924, Koprivnik v Bohinju - 2015, Podkoren)

## Pravo
- Aleksander Hudovernik, pravnik, notar in narodni delavec, kot notar je leta 1889 deloval v Kranji Gori (1861, Stična – 1931, Ljubljana)
- Martin Pegius, pravnik in astrolog, pisal je o naravnih pojavih v Kranjski Gori (med 1508 in 1523, Polhov Gradec – okoli 1592, Salzburg, Avstrija)
- Karel Pleško, pravnik, 1865 sodnik v Kranjski Gori (1834, Ljubljana – 1899, Ljubljana)
- Miha Potočnik, odvetnik, gorški reševalec in planinec, sodno prakso je opravil v Kranjski Gori (1907, Dovje – 1995, Ljubljana)
- Julius Kugy, pravnik, alpinist in pisatelj, deloval v Kranjski Gori (1858, Gorica, Italija - 1944, Trst, Italija)
- Stanko Tominšek, pravnik in alpinist, deloval v Kranjski Gori (1895, Ljubljana - 1961, Ljubljana)

## Medicina in veterina
- Vladimir Volovšek, zobozdravnik, med 1959 in 1961 je honorarno delal v šolski ambulanti v Kranjski Gori (1905, Celje – 1986, Ljubljana)
- Franc Čelešnik, stomatolog in čeljustni kirurg (1911, Podkoren – 1973, Ljubljana)
- Franjo Kogoj, zdravnik in profesor (1894, Kranjska Gora - 1983, Kranjska Gora)
- Eva Macun, zdravnica, specialistka ginekologinje in porodništva, osnovno šolo je obiskovala v Kranjski Gori (1973, Celje - )
- Josip Tičar, zdravnik, planinec in gorski reševalec, nekdanji župan Kranjske Gore (1875, Trboje - 1946, Ljubljana)
- Guido Werdnig, avstrijski zdravnik (1844, Rateče - 1919, Steinhof, Avstrija)
- Zoran Železnik, veterinar, 1982 vodil strokovni kongres veterinarjev v Kranjski Gori (1930, Škofja Loka - )
- Gregor Jakelj, veterinar (1907, Dovje - 1980, Ljutomer)

## Šport

### Zimski športi
- Nataša Bokal, alpska smučarka, 1991 je v Kranjski Gori zmagala v tekmi za svetovni pokal (1967, Kranj - )
- Tomaž Cerkovnik, alpski smučar in smučarski trener, njegova prva smučarska tekma je bila v Kranjski Gori (1960, Ljubljana – 2004, Hvar, Hrvaška)
- Aleš Brezavšček, alpski smučar in olimpijec (1972, Mojstrana - )
- Friderik Detiček, alpski smučar (1943, Kranjska Gora - )
- Zdravko Hlebanja, smučarski tekač in olimpijec (1929, Mojstrana - 2018, Mojstrana)
- Alojz Kerštajn, smučarski tekač in olimpijec (1943, Jesenice - 1999, Kranjska Gora)
- Robert Kerštajn, smučarski tekač, olimpijec in ravnatelj (1967, Kranjska Gora - )
- Dejan Košir, deskar na snegu, osnovno šolo obiskoval v Kranjski Gori (1973, Jesenice - )
- Jure Košir, alpski msučar in olimpijec (1972, Mojstrana - )
- Janez Polda, smučarski skakalec (1924, Mojstrana - 1964, Mojstrana)
- Andrej Šporn, alpski smučar in olimpijec, nekdanji član smučarskega kluba Kranjska Gora (1981, Kranj - )
- Franci Teraž, smučarski tekač, gorski tekač, alpinist, gorski reševalec in maratonec, tek na smučeh začel trenirati v Dovjah (1962, Jesenice - )
- Meta Hrovat, alpska smučarka (1998, Kranjska Gora - )
- Marjan Pečar, smučarski skakalec (1941, Mojstrana - 2019, Bistrica pri Tržiču)
- Karel Klančnik, smučarski skakalec in trener (1917, Mojstrana - 2009, ?)
- Gregor Klančnik, smučarski skakalec in tekač, gospodarstvenik (1913, Mojstrana - 1995, Prevalje)
- Alojz Klančnik, smučarski tekač (1912, Mojstrana - 1972, ?)
- Albin Jakopič, nordijski kombinatorec in smučarski skakalec (1912, Mojstrana - ?)
- Aleksander Peternel, smučar prostega sloga (1964, Kranjska Gora - )
- Jožko Kavalar, smučarski tekač (1968, Rateče - )
- Leon Knap, smučarski tekač (1911, Kranjska Gora - ?)
- Mara Rekar, smučarska tekačica (1937, Mojstrana - )
- Peter Klofutar, smučarski tekač (1897, Kranjska Gora - 1958, Kranjska Gora)
- Tone Đurišič, smučarski tekač (1961, Mojstrana - )
- Janko Mežik, smučarski skakalec (1921, Kranjska Gora - 1998, Ljubljana)
- Janko Janša, smučarski tekač (1900, Mojstrana - ?)

### Alpinizem
- Miha Arih, alpinist in gorski reševalec (1918, Podkoren - 1944, Podkoren)
- Martina Čufar, športna plezalka, alpinistka in trenerka športnega plezanja, osnovno šolo obiskovala v Mojstrani (1977, Jesenice - )
- Uroš Župančič, alpinist (1911, Rateče - 1992, Ljubljana)
- Janez Brojan, alpinist in gorski reševalec (1947, Mojstrana - )
- Marko Ivan Butinar, alpinist, gorski reševalec in gorski vodnik, dolgo časa živel v Ratečah in tam deloval kot gorski reševalec (1939, Brežice - )
- Avgust Delavec, alpinist, gorski vodnik, gorski reševalec, planinski vodnik in muzealec (1918, Dovje - 2005, Mojstrana)
- Stanislav (Stane) Jurca, alpinist, publicist in metalurg, deloval je v Kranjski Gori  (1933, Ljubljana -)
- Andrej Jože Mihelič, alpinist, fotograf in turni smučar, deloval je v Kranjski Gori (1946, Maribor - )
- Jože Rožič, alpinist in gorski reševalec, dvajset let je bil načelnik Gorske reševalne službe Rateče (1951, Jesenice - )
- Klement Jug, alpinist, filozof in pisatelj, pokopan na Dovjem (1898, Solkan - 1924, Triglavska severna stena)
- Stane Belak - Šrauf, alpinist, gorski vodnik in gorski reševalec (1940, Ljubljana - 1995, Mojstrovka, Rateče)
- Pavla Jesih, alpinistka in podjetnica, pokopana na Dovjem (1901, Ljubljana - 1976, Ljubljana)

## Vojska
- Slavko Černe, partizan, njegova spominska plošča je v Kranjski Gori (1917, Kranjska Gora - 1943, ?)
- Ivan Krivec, partizan, njegova spominska plošča je v Kranjski Gori (1906, Hrušica - 1944, Kranjska Gora)
- Miran Cizelj, partizan in alpinist, v bližini Gozda Martuljka je njegov doprsni kip
- Jakob Cuznar, ameriški oficir (1881, Podkoren - 1965, Podkoren)
- Tone Koprivnikar, partizan, politični komisar in politik (1923, Breg pri Litiji - 1974, Gozd Martuljek)
- Stanislav Ivančič, fotograf, partizan, politični komisar (1911 Bovec - 1944 Dovje)

## Novinarstvo
- Stane Škrabar, novinar in politični delavec (1910, Kranjska Gora – 1992, Koper)
- Marsel Gomboc, novinar in kulturni delavec (1966, Mojstrana - )
- Darja Lavtižar Bebler, novinarka, političarka in pravnica, osnovno šolo obiskovala v Kranjski Gori (1950, Požarevac, Srbija - )

## Drugo
- Peter Bizjak, kurir tajne organizacije TIGR (1896, Podmelec – 1971, Kranjska Gora)
- Slavko Jelinčič, uradnik in tigrovec (1906, Podmelec - 1981, Podkoren)
- Jože Pintbah, tigrovec in župan v Ratečah (1878, Rateče - 1969, Rateče)
- Valter Bohinec, geograf, kartograf, speleolog, bibliotekar, pokopan v Ratečah (1898, Opaatija, Hrvaška - 1984, Ljubljana)
- Gašpar Franchi, zvonar, deluje v Kranjski Gori v letu 1722 (1657, Videm, Italija – 1733, Ljubljana)
- Andrej Komac, gorski vodnik, umrl v Kranjski Gori ob sestopu z Vršiča (1853, Trenta – 1908, Huda Ravan)
- Janez Majciger, etnolog in filolog 1829, Kranjska Gora – 1909, Maribor)
- Ivan Selan, kartograf, naredil reliefni zemljevid Kranjske Gore (1902, Ljubljana – 1981, Suhadole)
- Janez Valentinčič, arhitekt, naredil načrt prenove porušenih stavb po 2. svetovni vojni v Kranjski Gori (1904, Ljubljana – 1994, Ljubljana)
- Tone Wagner, agronom, vodil je prvi hmeljarski posvet strokovnjakov v Kranjski Gori 1976 (1931, Ljubljana - )
- Janez Kramar, fotograf, deloval v Kranjski Gori (1942, Slovenski Javornik - )
- Nicholas Oman, poslovnež in diplomat (1942, Podkoren - )
- Dolfka Boštjančič, socialna delavka in andragoginja (1923, Dovje - 1983, Dovje)
- Janez Klančnik, geografski odkritelj (1823, Dovje - 1871, ?)
- Klemen Janša, botanik (1825, Dovje - 1854, Dovje)
- Bojan Zaletel, kemijski inženir (1920, Postojna - 1981, Kranjska Gora)
- Rajko Jamnik, matematik (1924, Podreča - 1983, Dovje)